# Oroposoma nivale
Oroposoma nivale är en mångfotingart som först beskrevs av Faes 1902.  Oroposoma nivale ingår i släktet Oroposoma och familjen knöldubbelfotingar. Inga underarter finns listade i Catalogue of Life.